# Tom Nolan
Thomas (Tom) Nolan (ur. 27 lipca 1921 w Myshall w hrabstwie Carlow, zm. 17 sierpnia 1992 w Bagenalstown) – irlandzki polityk i przedsiębiorca, senator, deputowany i poseł do Parlamentu Europejskiego, w latach 1980–1981 minister pracy.

## Życiorys
Kształcił się w De La Salle College w Bagenalstown. Po zakończeniu edukacji wstąpił do Defence Forces (części sił zbrojnych Irlandii), w 1942 uzyskał niższy stopień oficerski. W 1946 zdemobilizowany, zajął się prowadzeniem hurtowni słodyczy. Działał w organizacji byłych pracowników wojska ONE oraz w Catholic Young Men’s Society.
Należał do Fianna Fáil. W 1955 wszedł w skład rady miejskiej w Bagenalstown, zasiadał też w radzie hrabstwa Carlow. W 1961 nominowany przez premiera w skład Seanad Éireann, następnie w latach 1965–1982 pozostawał członkiem niższej izby parlamentu (w lutym 1982 nie został ponownie wybrany). Od 1964 do 1964 członek Zgromadzenia Parlamentarnego Rady Europy. Od stycznia 1973 do czerwca 1979 oddelegowany do Parlamentu Europejskiego, w 1979 nie został do niego wybrany w wyborach bezpośrednich. Zasiadał we frakcji Europejskich Postępowych Demokratów. Od marca do grudnia 1980 pełnił funkcję ministra stanu w departamentach zdrowia i zabezpieczenia społecznego, następnie do czerwca 1981 zajmował stanowisko ministra pracy w rządzie Charlesa Haugheya.
Był żonaty z Peggy Doran, miał dziesięcioro dzieci. Jego syn M.J. Nolan także został politykiem.